# Reporting socio-environnemental
 (mai 2024).
Si vous disposez d'ouvrages ou d'articles de référence ou si vous connaissez des sites web de qualité traitant du thème abordé ici, merci de compléter l'article en donnant les références utiles à sa vérifiabilité et en les liant à la section « Notes et références ».
Le reporting socio-environnemental est une des formes de reporting. Il consiste – pour une entreprise et/ou ses filiales, ou pour une administration – à communiquer un bilan environnemental ou socio-environnemental de ses impacts directs ou indirects, immédiats ou différés, régulièrement mis à jour.
Le bilan se fait sous forme de rapports (trimestriels, annuels…) intégrant des bilans globaux, ou parfois par unité de travail, service ou fonctions.
Dans certains pays, ce bilan est obligatoire pour les plus grosses entreprises.

## Objectifs
L'objectif de ce reporting est triple :
- en interne, ce bilan permet à l'entreprise d'améliorer (amélioration continue) ses performances environnementales et sociales.
- en externe, quand il est communiqué aux actionnaires et au public, il informe d'éventuels investisseurs, les administrations ou le public sur le niveau de soutenabilité de développement intégré par l'entreprise. Il constitue parfois le volet du rapport annuel sur le développement durable ou de l'Agenda 21 d'une administration.
- il permet de comparer entre elles les entreprises (si les indicateurs et modes d'évaluation sont les mêmes) au regard d'indicateurs de développement soutenable (environnementaux, sociaux, éthique et de santé ou économiques ou encore de développement humain).

## Contenu
Le reporting socio-environnemental décrit, via des indicateurs (présentés sous forme de graphiques, tableaux, synthèses…) la manière dont l'entreprise intègre en interne et dans ses actions externes les principes et critères du développement durable, indépendamment de la complexité de l'organisation (entités, filiales…) :
- la stratégie sociale et environnementale de l'entreprise ;
- les moyens humains, financiers, organisationnels mis au service de cette stratégie ;
- les résultats obtenus.

Les thèmes souvent traités par le reporting environnemental ou  socioenvironnemental sont les suivants :
- Bilan carbone ;
- Économies d'énergie ;
- Politique sociale de l'entreprise ;
- Santé au travail, Santé environnementale ;
- Respect des droits de l'homme ;
- Formation, Ressources humaines ;
- Éthique ;
- Recyclage ;
- Consommation de ressources renouvelables et de ressources fossiles ou pas, peu, difficilement ou coûteusement renouvelables (eau, sol, matières premières, dont bois, papiers et cartons).

Par exemple, étant facile à mesurer, la consommation de papier est un thème fréquemment retenu. Les politiques papier de 50 grandes entreprises françaises et leur évolution, la proportion de papier responsable qu’elles utilisent et les actions mises en place pour maximiser le recyclage ont en 2010 fait l'objet d'une étude pour 50 entreprises sélectionnées dont celles du CAC 40 (18 entreprises n’ont pas souhaité répondre à l'étude). Quelques-unes ont été classées "vertueuses". L'étude a montré qu'un Français en moyenne consommait 3 fois plus de papier et carton que la moyenne mondiale, et que 78 % des papiers graphiques consommés en France étaient issus de l'importation. Pour mieux juger leur niveau de performance environnementale, les entreprises peuvent s'appuyer sur des bases de données nationales,, ou mondiales (FAO, FAOSTAT).

## Législation
Le reporting socio-environnemental est obligatoire pour certaines entreprises, dans certains pays au-delà de certains seuils de budget ou nombre de personnels ou pour certains types d'activité.

### En France, avant 2023
Le reporting socio-environnemental est obligatoire pour les grandes entreprises cotées en Bourse, ou dépassant certains seuils (de budget ou nombre de personnels) depuis la loi Grenelle II (chapitre ou « chantier » consacré à la gouvernance).
- En 2000, un Observatoire sur la Responsabilité Sociétale des Entreprises (ORSE[5]) a été créé.
- En 2001, les lois Nouvelles Régulations Économiques (NRE, mai 2001), puis en 2003, la loi de sécurité financière (LSF) de juillet 2003, impose aux 700 entreprises françaises cotées à la bourse de Paris (CAC 40 et SBF 120) de rendre compte dans leur rapport annuel d'éléments relatifs tant à leur politique environnementale (rejet de CO2, consommation électrique...) que sociale (parité, formation...).
- En 2010, à la suite du Grenelle de l'Environnement de 2007, la loi Grenelle II (dans son chantier Gouvernance) élargit et précise cette obligation pour un nombre plus important d'entreprises, avec des sanctions et un contrôle (Décret en attente)
- En 2023, la nouvelle directive européenne est transposée en droit Français par l'Ordonnance n° 2023-1142 du 6 décembre 2023 relative à la publication et à la certification d'informations en matière de durabilité et aux obligations environnementales, sociales et de gouvernement d'entreprise des sociétés commerciales[6],[7].

### Dans l'Union européenne, à partir de 2024: la CSRD
À partir de l'exercice 2024, la « Directive (UE) 2022/2464 sur la publication d’informations en matière de durabilité par les entreprises» (en anglais  Corporate Sustainability Reporting Directive ou CSRD) (directive UE 2022/2464,) impose la réalisation d'un reporting de durabilité standardisé, spécifié par la directive à toutes les entreprises européennes de plus de 500 salariés ou 40 millions d'euros de chiffre d'affaires ou 20 millions d'euros au bilan (ces seuils sont progressivement abaissés les années suivantes. La directive s'appliquera ensuite aux entreprises non européennes réalisant plus de 150 millions d'euros de chiffre d'affaires dans l'Union.
La CSRD définit des obligations de divulgation sur un certain nombre d'informations et d'indicateurs, qui doivent être explicités ou quantifiés sur la base d'une analyse de double matérialité : les impacts de l'entreprise sur l'environnement et la société du fait de son activité, et les impacts de la transition écologique, climatique et sociétale sur l'entreprise (risques physiques et risques de transition).
La CSRD structure le reporting selon quatre axes : (1) les principes généraux, (2) les aspects environnementaux, (3) les aspects sociaux, (4) les aspects de gouvernance.
La CSRD prévoit la création de normes de reporting de durabilité détaillées, dites normes "ESRS (pour European Sustainability Reporting Standards) permettant d’encadrer et d’harmoniser les publications des sociétés sur chacun des 3 axes environnementaux, sociaux et de gouvernance. Pour chacune de ces normes, elle définit des exigences de divulgation ("DR", pour Divulgation Requirement). Le tableau suivant liste les ESRS, le nombre de DR pour chacun des ESRS, et indique en souligné les ESRS dont la publication est obligatoire :
| Principes                    | ESRS "E" (Environnemental)                          | ESRS "S" (Social)                        | ESRS "G" (Gouvernance)        |
| ---------------------------- | --------------------------------------------------- | ---------------------------------------- | ----------------------------- |
| 1. Conditions générales (0)  | E1. Changement climatique (9)                       | S1. Effectif propre (9)                  | G1. Conduite des affaires (6) |
| 2. Divulgation générale (12) | E2. Pollution (6)                                   | S2. Employés sur la chaîne de valeur (5) |                               |
|                              | E3. Ressources en eau et ressources marines (5)     | S3. Communautés affectées (5)            |                               |
|                              | E4. Biodiversité et écosystèmes (6)                 | S4. Clients et utilisateurs finaux (5)   |                               |
|                              | E5. Usage des ressources et économie circulaire (6) |                                          |                               |

## Méthode
Il doit prévoir une évaluation suivie dans le temps, basée sur des critères vérifiables et crédibles.
Il est recommandé (obligatoire dans certains cas) de faire faire les analyses par un tiers indépendant, ou au moins de les faire valider par un tiers indépendant, de manière que les auteurs ne soient pas juges et parties, ce qui rend le contenu moins crédible. De grandes ONG apportent aussi des éléments d'évaluation d'impacts sociaux ou environnementaux. Des sites internet commencent à comparer les performances éthiques et environnementales des entreprises.
Certains logiciels sont capables de gérer des workflows de validation pour assurer la mise à jour continue des données.

## Limites
De nombreux débats existent sur la fiabilité, la transparence et la vérifiabilité des indicateurs utilisés pour quantifier les différents enjeux sociaux, environnementaux et sociétaux ;
- Il est parfois difficile de faire le lien entre les impacts et responsabilités de sociétés-filles ou de filiales éloignées et la société-mère ;
- Les secrets de fabrication et la confidentialité de certaines informations sont sources de biais ;
- Les données quantitatives sont souvent plus faciles à interpréter que les appréciations qualitatives.